# Prays fraxinella
Prays fraxinella é uma espécie de insetos lepidópteros, mais especificamente de traças, pertencente à família Praydidae.
A autoridade científica da espécie é Bjerkander, tendo sido descrita no ano de 1784.
Trata-se de uma espécie presente no território português.